# مروارید تاهیتی

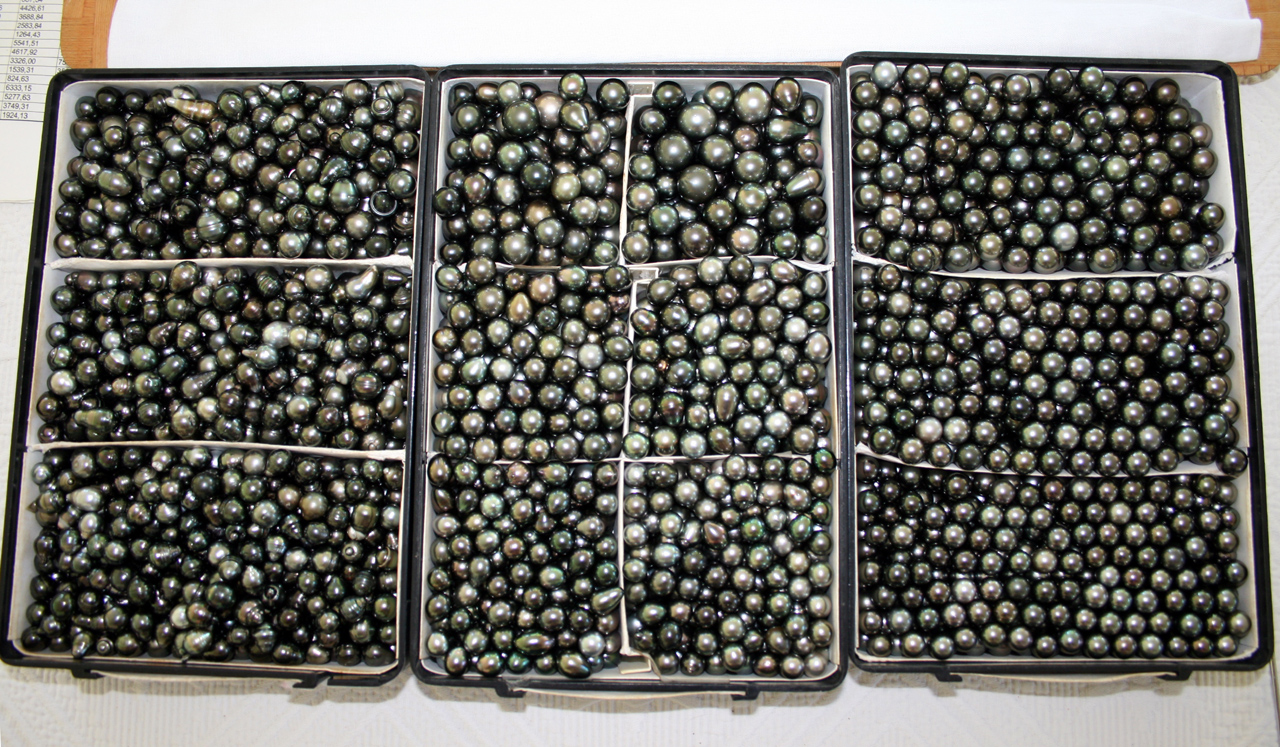
مروارید تاهیتی

مروارید تاهیتی یا مروارید سیاه یکی از کمیاب‌ترین گونه‌های مروارید است که از صدف مرواریدساز لب سیاه (Pinctada Margaritifera) آب‌های پلی‌نزی فرانسه به دست می‌آید. این مروارید طی دههٔ ۱۹۰۰ در معرض نابودی بود اما نجات پیدا کرد. علت نابودی آن، تقاضای بسیار انبوه افراد برای شکار صدف لبه سیاه بود که از آن برای تهیه خوراک استفاده می‌شد. مرواریدهای تاهیتی به سایزهای متفاوتی یافت می‌شوند که بزرگی آن‌ها تا قطر حدوداً ۹ میلیمتر هم می‌رسد و همچنین از زیباترین و با ارزش‌ترین مرواریدها به‌شمار می‌رود.